# Ventura-Verwerfung

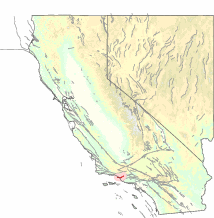
Die Ventura-Verwerfung (rot markiert), in Südkalifornien

Die Ventura-Verwerfung, Ventura Fault oder Ventura-Pitas Point Fault  ist eine sowohl über als auch unter dem Meer verlaufende tektonische Verwerfung in Südkalifornien, die bei Santa Barbara beginnt. Wie weit sie sich erstreckt, ist nicht bekannt; es wird aber angenommen, dass sie sich nach Osten bis San Bernardino erstreckt. Sie gehört zu einer Reihe von Verwerfungslinien der Region und schließt mutmaßlich an die San Cayetano Verwerfung, die Lion Verwerfung und die unter dem Pazifik gelegene Red Mountain Verwerfung an.

## Potential für Tsunamis
Forscher vom California Geological Survey, das früher die California Division of Mines and Geology (Kalifornisches Amt für Bergbau und Geologie) war, berichteten, dass die Verwerfung ein Erdbeben der Stärke 8,0 auf der Richterskala erzeugen könne, was für Santa Barbara, Ventura und Santa Monica einen Tsunami bedeutet. Von der Verwerfung geht alle 400 bis 2400 Jahre ein größeres Erdbeben aus. Das letzte liegt 800 Jahre zurück. Damals wurden die Gebiete Pitas Point und Punta Gorda aus der Brandungszone gerissen und lagen schlagartig um 16 bis 26 Fuß höher.